# Czyżew-Osada (gromada)
Czyżew-Osada (początkowo Czyżew Osada, bez łącznika) – dawna gromada, czyli najmniejsza jednostka podziału terytorialnego Polskiej Rzeczypospolitej Ludowej w latach 1954–1972.
Gromady, z gromadzkimi radami narodowymi (GRN) jako organami władzy najniższego stopnia na wsi, funkcjonowały od reformy reorganizującej administrację wiejską przeprowadzonej jesienią 1954 do momentu ich zniesienia z dniem 1 stycznia 1973, tym samym wypierając organizację gminną w latach 1954–1972.
Gromadę Czyżew Osada z siedzibą GRN w Czyżewie Osadzie (od 2011 część miasta Czyżewa) utworzono – jako jedną z 8759 gromad – w powiecie wysokomazowieckim w woj. białostockim, na mocy uchwały nr 24/V WRN w Białymstoku z dnia 4 października 1954. W skład jednostki weszły obszary dotychczasowych gromad Czyżew Osada, Czyżewo Kościelne, Czyżewo Chrapki, Czyżewo Ruś, Ołdaki Magna Brok i Czyżewo Sutki ze zniesionej gminy Czyżew w tymże powiecie. Dla gromady ustalono 19 członków gromadzkiej rady narodowej.
1 stycznia 1959 do gromady Czyżew-Osada przyłączono wsie Dmochy-Wochy, Dmochy-Mrozy i Dmochy-Sadły oraz kolonie Dmochy-Kudły i Dmochy-Przeczki z gromady Zaręby-Bolędy w powiecie wysokomazowieckim.
31 grudnia 1959 do gromady Czyżew-Osada przyłączono obszar zniesionej gromady Czyżew-Stacja oraz wsie Dmochy-Glinki, Dmochy-Rodzonki, Krzeczkowo-Szepielaki, Zaręby-Bindugi, Krzeczkowo-Bieńki Nowe, Krzeczkowo-Bieńki Stare i Dmochy-Wypychy, kolonię Krzeczkowo-Wybranowo oraz przysiółek Dmochy-Bąbole ze zniesionej gromady Krzeczkowo-Gromadzyń.
Gromada przetrwała do końca 1972 roku, czyli do kolejnej reformy gminnej. Z dniem 1 stycznia 1973 roku reaktywowano gminę Czyżew-Osada (przed 1954 i od 2011 jako gmina Czyżew).